# تان كاي
تان كاي هو عالم بيئة صيني، ولد في 1973.